# Kecel
Kecel (hongrois : Kecel [ˈkɛtsɛl] ; croate : Keceja ou Kecielj) est une localité hongroise, ayant le rang de ville dans le comitat de Bács-Kiskun.

## Géographie
Kecel se trouve à 54 km au sud-ouest de Kecskemét et à 110 km au sud-sud-est de Budapest.

## Population

### Démographie
Recensements ou estimations de la population :
| 1870  | 1880  | 1890  | 1900  | 1910  |
| ----- | ----- | ----- | ----- | ----- |
| 4 548 | 5 020 | 5 948 | 6 641 | 7 987 |

| 1920  | 1930  | 1941   | 1949   | 1960   |
| ----- | ----- | ------ | ------ | ------ |
| 8 449 | 9 489 | 10 449 | 11 132 | 10 585 |

| 1970   | 1980  | 1990  | 2001  | 2011  |
| ------ | ----- | ----- | ----- | ----- |
| 10 493 | 9 535 | 9 080 | 9 260 | 8 781 |